# La Boverie

Logos des Museums La Boverie

La Boverie ist ein Kunstmuseum in Lüttich. Das ursprünglich für die Weltausstellung Lüttich 1905 errichtete Gebäude beherbergt seit 2016 die Sammlungen des Musée des beaux-Arts de Liège. Die ausgestellten Werke heimischer und internationaler Künstler reichen vom Mittelalter bis zur Gegenwart. Darüber hinaus zeigt das Museum vielbeachtete Wechselausstellungen.

## Geschichte

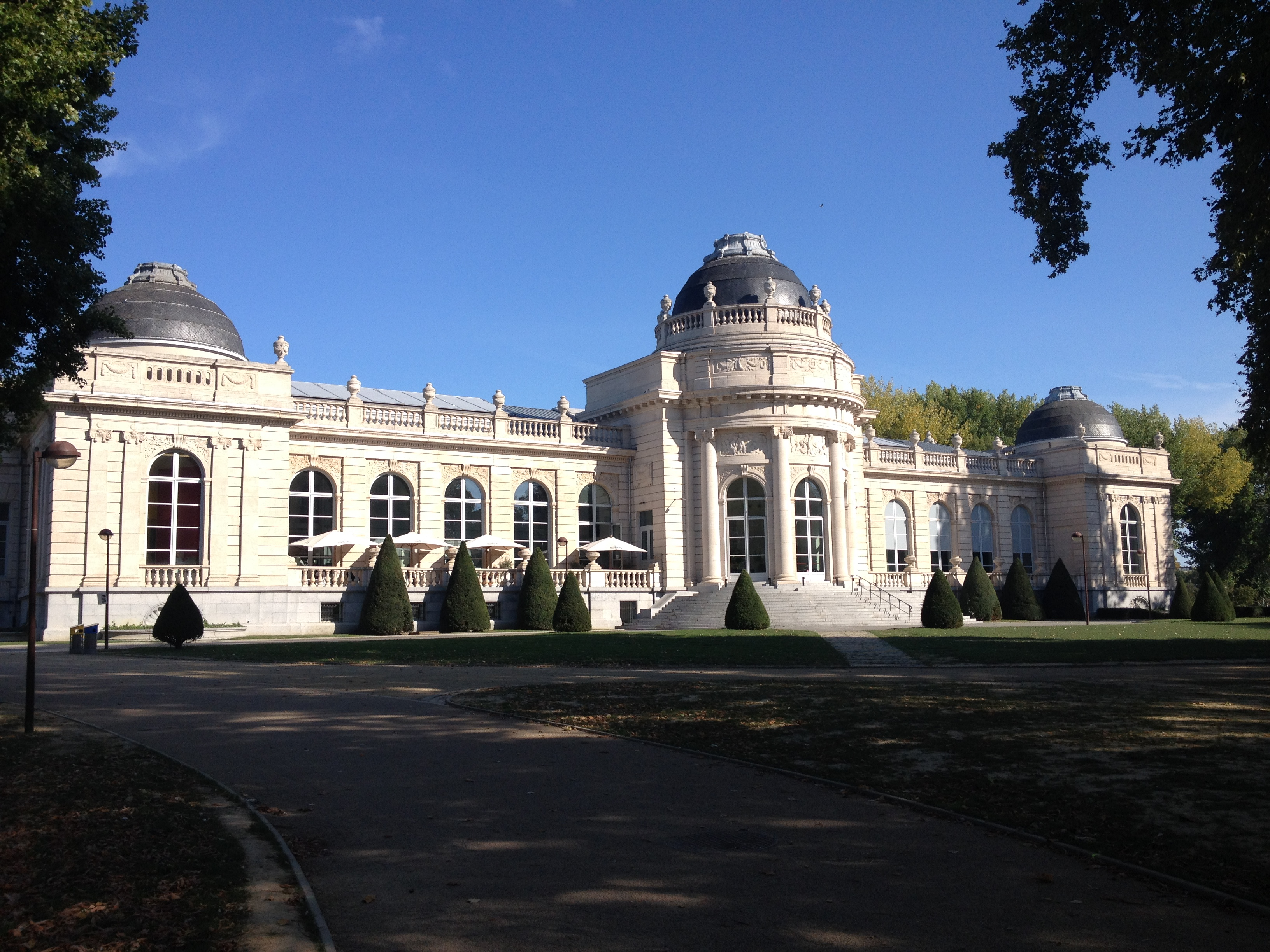
Das zur Weltausstellung 1905 errichtete Palais des beaux-arts beherbergt heute das Museum La Boverie

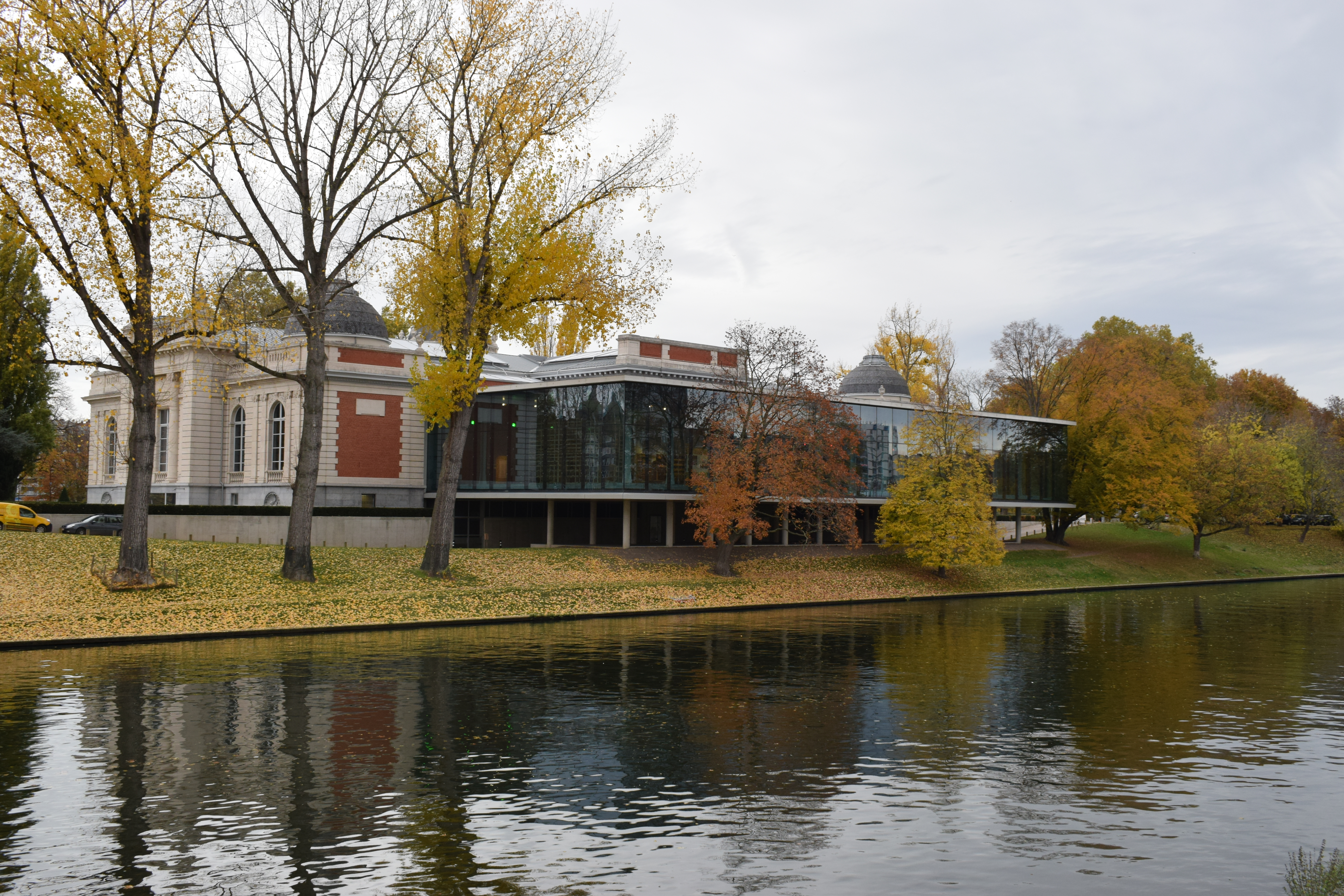
Blick über die Maas auf das Museum mit seinem modernen Anbau von 2016

Bereits in der Renaissance entstand in Lüttich die Idee, eine bedeutende Kunstsammlung aufzubauen. Der damalige Fürstbischof Erhard von der Mark entsandte seinen Hofmaler Lambert Lombard nach Rom, um dort Kunstwerke für die Residenz in Lüttich zu erwerben. Im späten 18. Jahrhundert und dann vor allem im 19. Jahrhundert baute die Stadt Lüttich eine eigene Kunstsammlung auf. Diese wurde zunächst im Hôtel de ville de Liège gezeigt, danach von 1836 bis 1860 in der ehemaligen Kirche Saint-André und von 1860 bis 1903 in den historischen Tuchhallen Halle aux Drapiers. 1903 zogen die Sammlungen in das neue Musée des beaux-arts in einen hierfür errichteten Neubau in der Rue des Anglais in direkten Nachbarschaft zur Académie royale des beaux-arts de Liège. Dieses Gebäude musste in den 1970er Jahren einem Straßenneubau weichen. Rund 800 Gemälde aus dem 16., 17. und 18. Jahrhundert wurden fortan in einem Depot eingelagert.
Das heutige Museumsgebäude im Parc de la Boverie entstand ursprünglich als Palais des beaux-arts (Palast der schönen Künste) für die Weltausstellung 1905, die anlässlich des 75-jährigen Bestehens von Belgien stattfand. Das von den Architekten Charles Étienne Soubre und Jean-Laurent Hasse in Anlehnung an die Architektur des Petit Trianon in Versailles und nach Vorbild des Afrika-Museums in Tervuren im Beaux-Arts-Stil errichtete Gebäude diente anschließend für mehrere Jahrzehnte als Palais des Fêtes et des Expositions. Neben Kongressen, Bällen, Banketten und Messen fanden hier wiederholt auch Kunstausstellungen statt, darunter 1951 die Abschlussausstellung der internationalen Künstlergruppe CoBrA.
Das Gebäude diente von 1952 bis 1980 als Standort für die neu gegründete Abteilung für Drucke und Zeichnungen des Musée des beaux-arts und für das ebenfalls neu gründete Musée de l’Art Wallon et de l’Évolution culturelle de la Wallonie (Museum für wallonische Kunst und kulturelle Entwicklung der Wallonie). Das Musée de l’Art Wallon zog 1981 in einen nach Plänen des Architekten Henri Bonhomme errichteten Museumskomplex. Der als Îlot Saint-Georges bezeichnete Neubau befindet sich zwischen der Uferstraße La Batte und der Rue Feronstrée. Am Standort des Palais des beaux-arts verblieben die Sammlung der Drucke und Zeichnungen sowie der Teil der modernen Kunst, der nicht wallonischen Künstlern zuzurechnen ist. Das Gebäude sollte nun jedoch vor allem der modernen Kunst dienen. Hierzu wurde 1981 das Musée d’art moderne gegründet, das die Räume bis 1988 nutzte. Nach dreijähriger Renovierungspause eröffnete es 1993 als Musée d’art moderne et d’art contemporain (Museum für moderne und zeitgenössische Kunst). Das vor allem mit seiner Kurzbezeichnung MMAC bekannte Haus bestand als eigenständiges Museum bis 2011. Die Sammlungen des MMAC wurden anschließend mit den anderen städtischen Kunstsammlungen (Drucke und Zeichnungen, wallonische Kunst, ältere Kunst) zum Musée des beaux-Arts de Liège zusammengefasst. Als gemeinsamer Ausstellungsort diente zunächst das Gebäude Îlot Saint-Georges.
Das für die Weltausstellung von 1905 errichtete Palais des beaux-arts wurde ab 2013 als neuer Standort für die nun vereinigten Sammlungen des Musée des beaux-arts umgebaut und erweitert. Unter der Leitung des Architekten Rudy Ricciotti entstand ein zum Ufer der Maas ausgerichteter gläserner Anbau, der die Ausstellungsfläche um 1.000 m² auf 5.000 m² erhöhte. Am 4. und 5. Mai 2016 fand die Eröffnung des nunmehr La Boverie genannten Museums statt. Es zeigt im Untergeschoss die ständige Sammlung und im Obergeschoss Wechselausstellungen. Zur besseren Erreichbarkeit des Museums entstand aus Richtung des Bahnhofs Liège-Guillemins kommend die für den Fußgänger- und Fahrradverkehr neu errichtete Brücke Passerelle La Belle Liégeoise.

## Sammlungen
Die Sammlungen des Musée des beaux-arts de Liège umfassen mehr als 700 Gemälde und Skulpturen. Hinzu kommen mehr als 40.000 Werke auf Papier. Zu den älteren Werken der Sammlung gehören Gemälde von Lambert Lombard, etwa die Darstellung St. Denis vor dem Prokonsul Fescennius aus dem 16. Jahrhundert. Hinzu kommen Bilder der von Gérard Douffet im 17. Jahrhundert begründeten Lütticher Schule, die deutlich von französischen Künstlern beeinflussten wurde. Eines der Hauptwerke dieser Zeit ist eine Darstellung Judith des in Lüttich geborenen Malers Gerard de Lairesse. Hinzu kommen Werke des Klassizismus, wie eine Darstellung von Napoleon Bonaparte des Malers Jean-Auguste-Dominique Ingres. Dieses 1803 in Lüttich gemalte Bild war ein Geschenk des Dargestellten an die Stadt. Aus der zweiten Hälfte des 19. Jahrhunderts stammt die Darstellung Gießen in Seraing des belgischen Malers Constantin Meunier. Die Szenerie der Hüttenarbeiter in Seraing zeigt beispielhaft die Bedeutung der Montanindustrie im Raum Lüttich. Vom Ende des 19. Jahrhunderts stammt das großformatige Panorama Sonntagsspaziergang in Bois de Boulogne des belgischen Malers Henri Evenepoel, das deutlich von den Werken seiner Pariser Malerkollegen geprägt ist. Ein Beispiel für den französischen Impressionismus ist die Ansicht Le bassin du commerce, Le Havre von Claude Monet. In dessen Nachfolge entstanden Gemälde des Belgischen Luminismus. Eines der bekannten Werke dieser Strömung, das Gemälde Der alte Gärtner von Emile Claus, befindet sich ebenfalls in der Museumssammlung. Ein Beispiel für den Symbolismus ist das Bild La mort et les masques von James Ensor. Das Gemälde befand sich zuvor im Besitz der Städtische Kunsthalle Mannheim.
Ensors Maskenbild erwarb das Musée des beaux-arts de Liège 1939 auf der bekannten Auktion mit so genannter Entarteter Kunst aus deutschem Museumsbesitz in der Galerie Fischer in Luzern. Aus derselben Auktion erstand das Museum zudem die Werke Das blaue Haus von Marc Chagall (zuvor ebenfalls Städtische Kunsthalle in Mannheim), Der Zauberer von Hiva Oa von Paul Gauguin (zuvor Städtische Galerie, Frankfurt am Main), Monte Carlo von Oskar Kokoschka (zuvor ebenfalls Städtische Galerie in Frankfurt am Main), Weidende Pferde von Franz Marc (zuvor Kunsthalle, Hamburg) und Bildnis der Familie Soler von Pablo Picasso (zuvor Wallraf-Richartz-Museum, Köln). Hinzu kamen Bildnis eines jungen Mädchens von Marie Laurencin (zuvor Städtisches Museum, Ulm), Der Reiter am Strand von Max Liebermann (zuvor Staatliche Gemäldesammlung, München) und Die Mahlzeit von Jules Pascin (zuvor Kunsthalle, Bremen).
Weitere bedeutende Werke der Sammlung stammen von französischen Künstlern wie Jean-Baptiste Camille Corot, Camille Pissarro, Paul Signac, Armand Guillaumin, Maurice Utrillo, Kees van Dongen, Maurice de Vlaminck, Othon Friesz, Henri Matisse, Serge Poliakoff und von belgischen Künstlern wie Théo van Rysselberghe, Fernand Khnopff, Constant Permeke, Frits Van den Berghe, Rik Wouters, Paul Devaux und René Magritte sowie Werke der Gruppe CoBrA wie das Gemälde Mexikaner von Karel Appel. Hinzu kommen jüngere Arbeiten von Künstlern wie Victor Vasarely, Antoni Tàpies und Sol LeWitt.

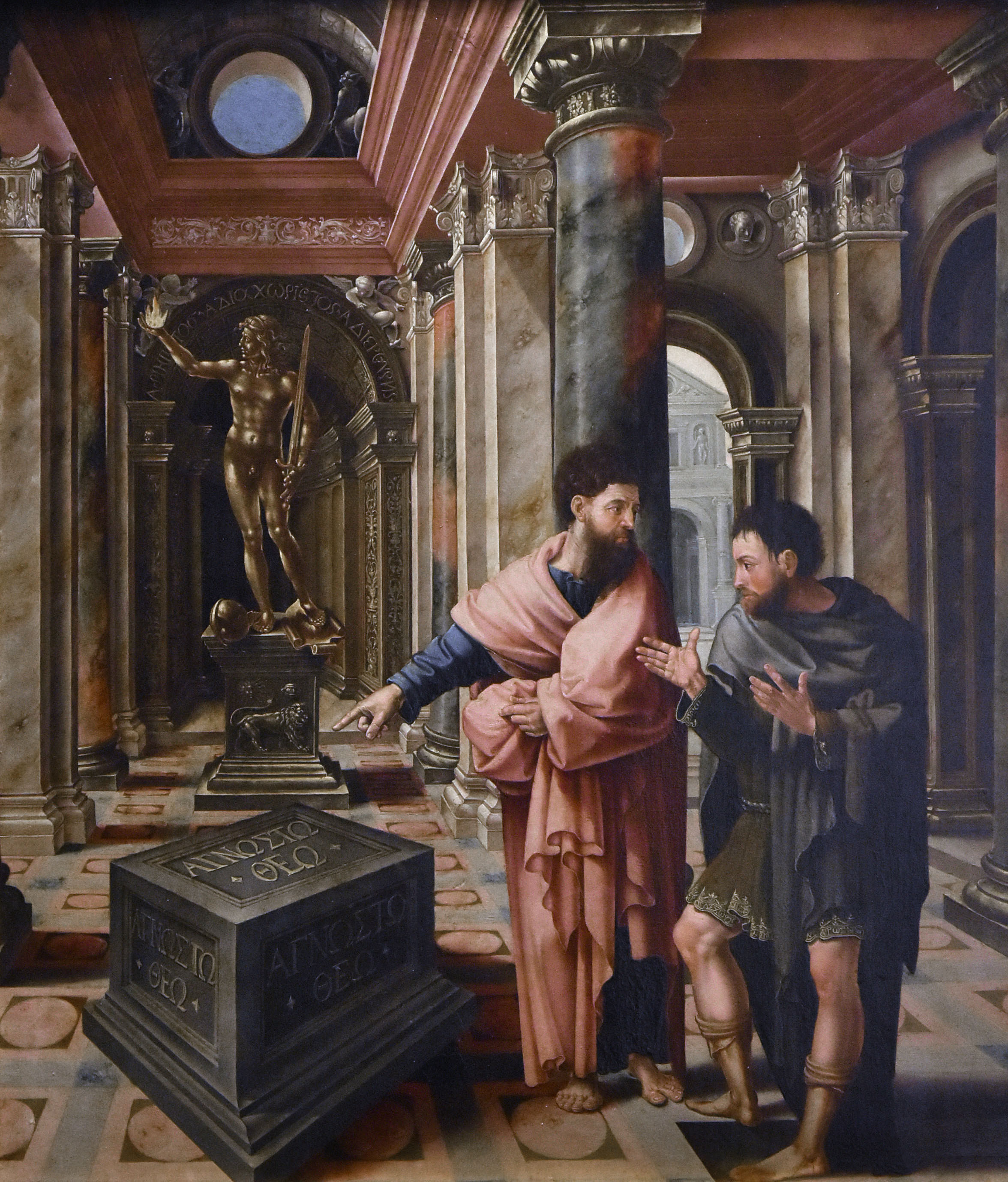
Lambert Lombard: St. Denis vor dem Prokonsul Fescennius
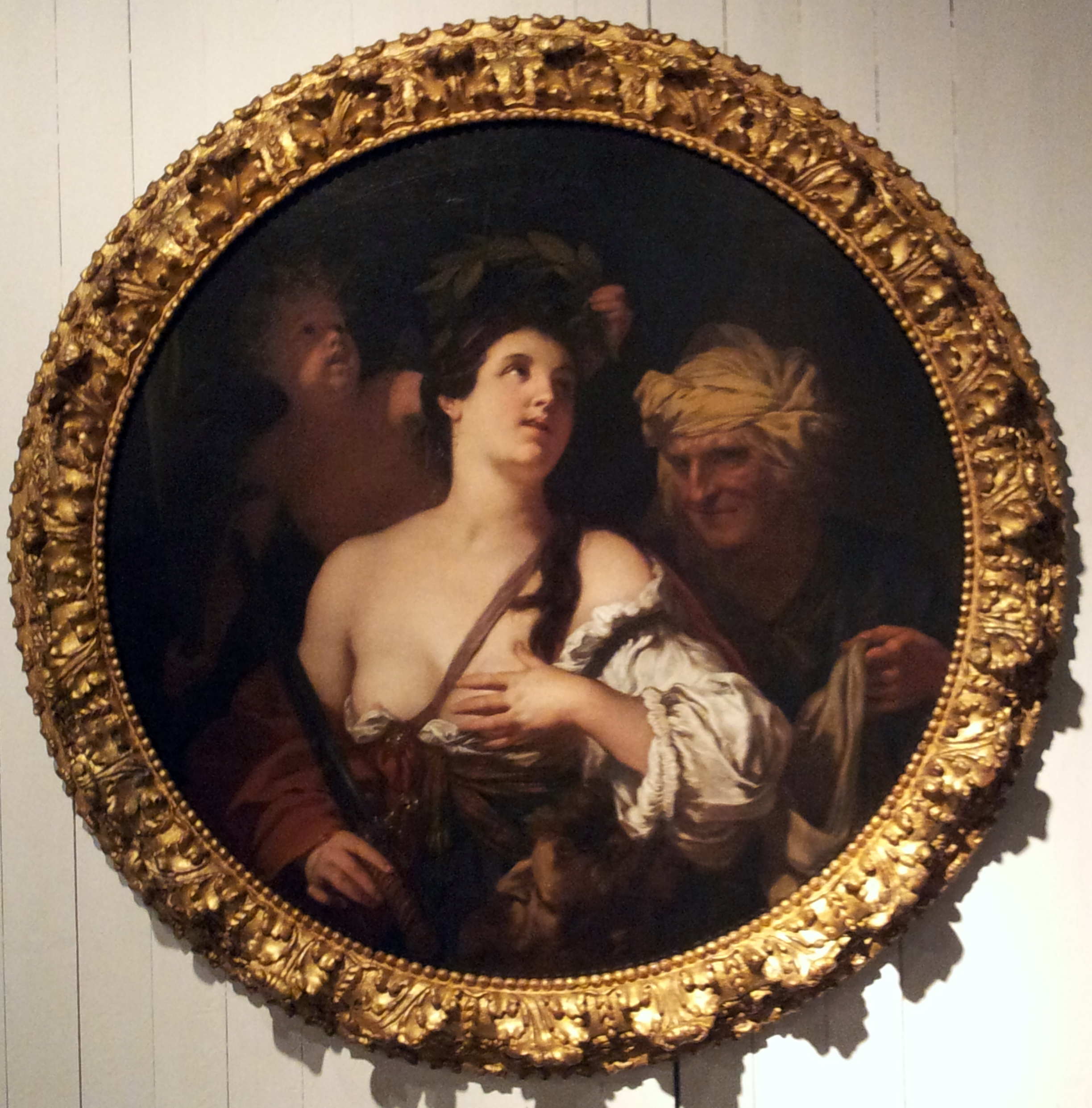
Gérard de Lairesse: Judith
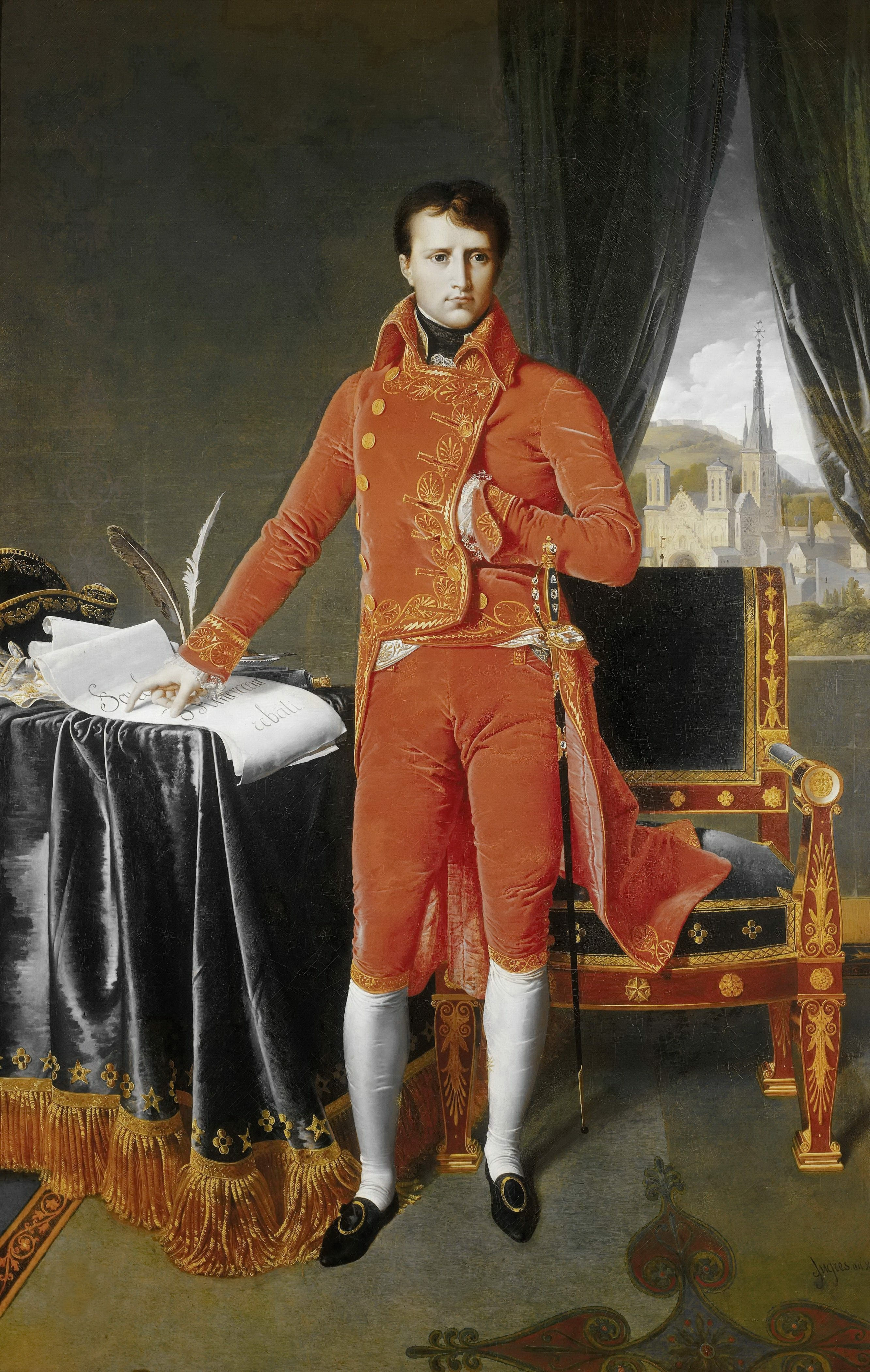
Jean-Auguste-Dominique Ingres: Napoléon Bonaparte
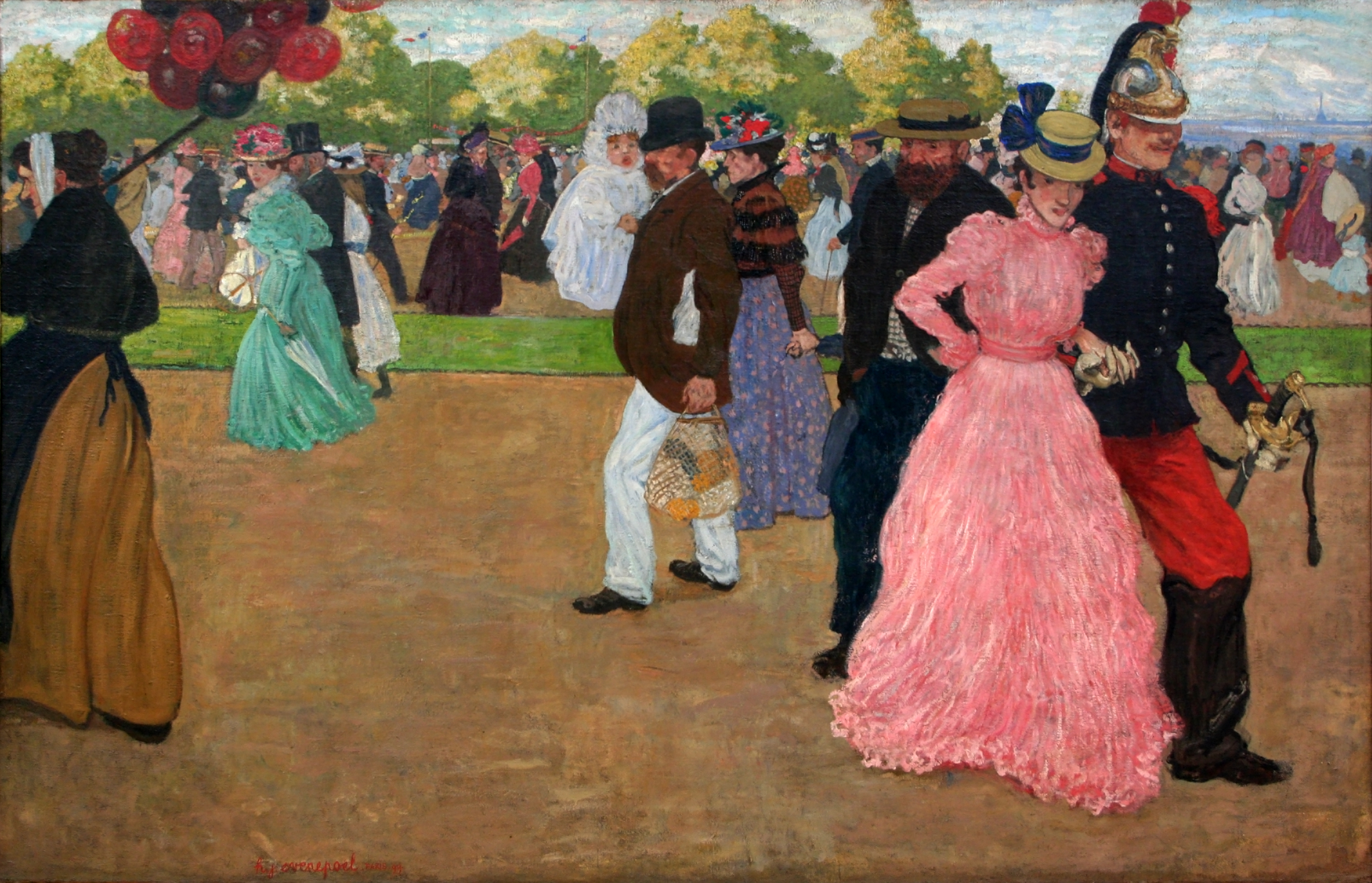
Henri Evenepoel: Sonntagsspaziergang in Bois de Boulogne
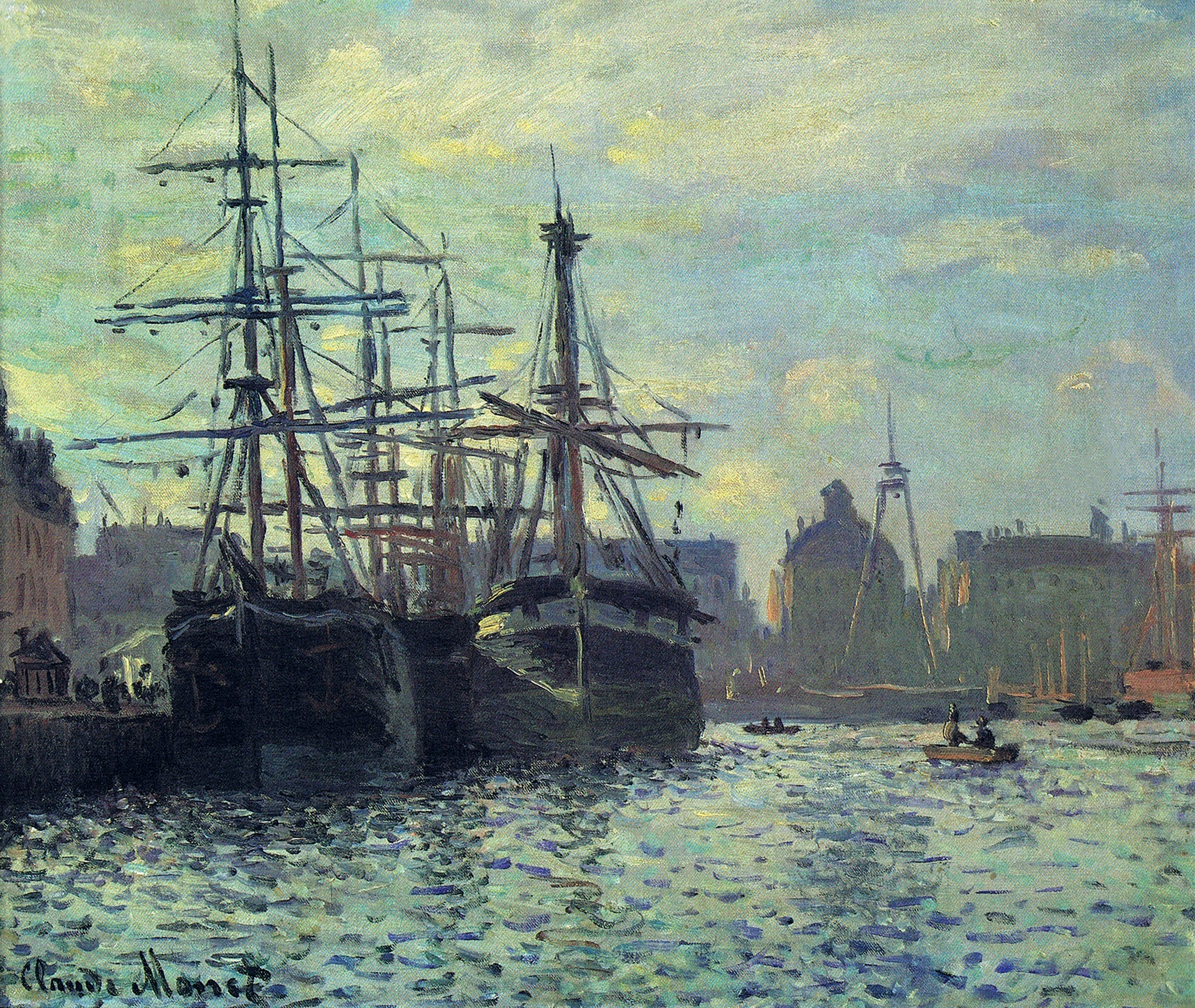
Claude Monet: Le bassin du commerce, Le Havre
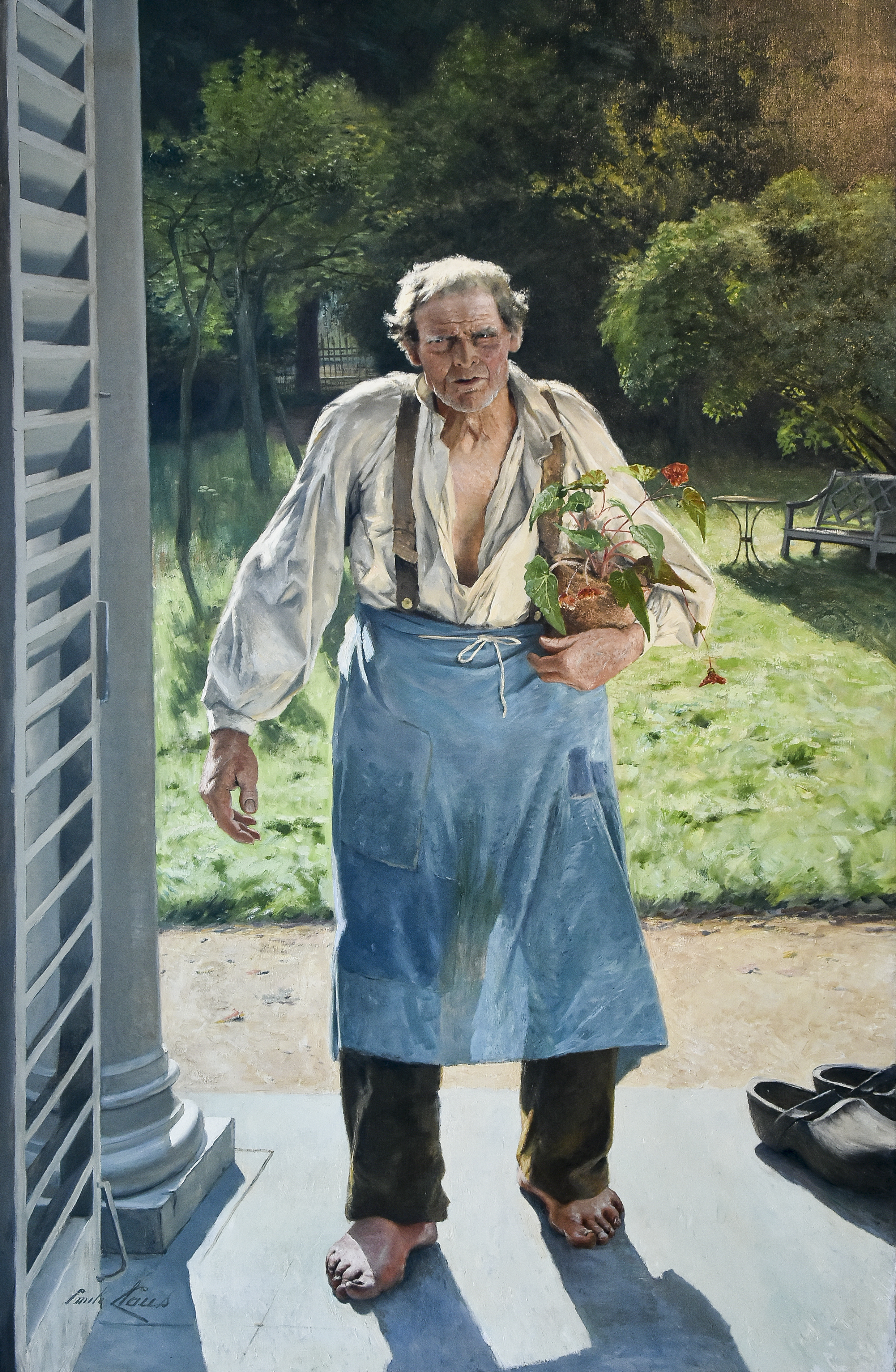
Emile Claus: Der alte Gärtner
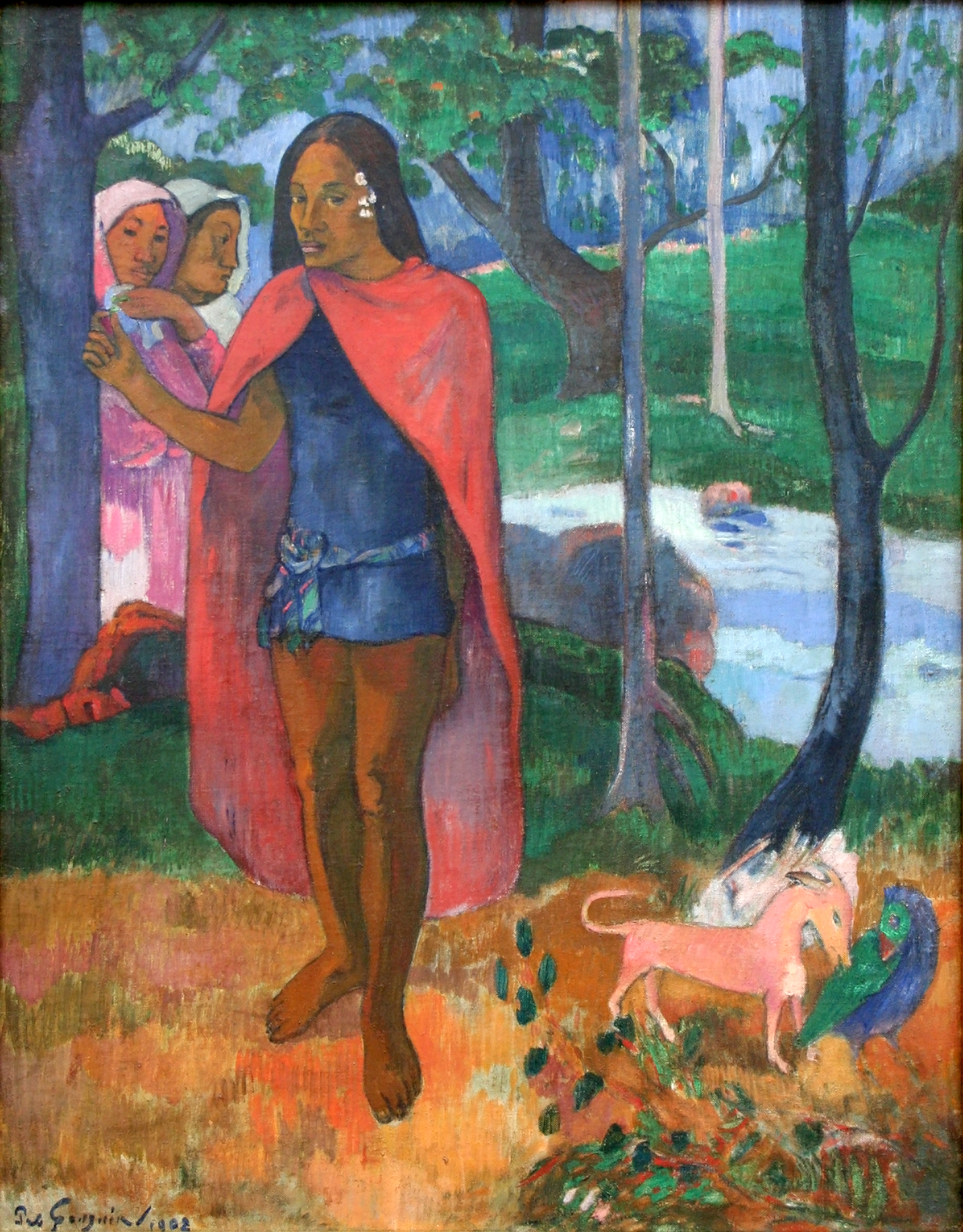
Paul Gauguin: Der Zauberer von Hiva Oa
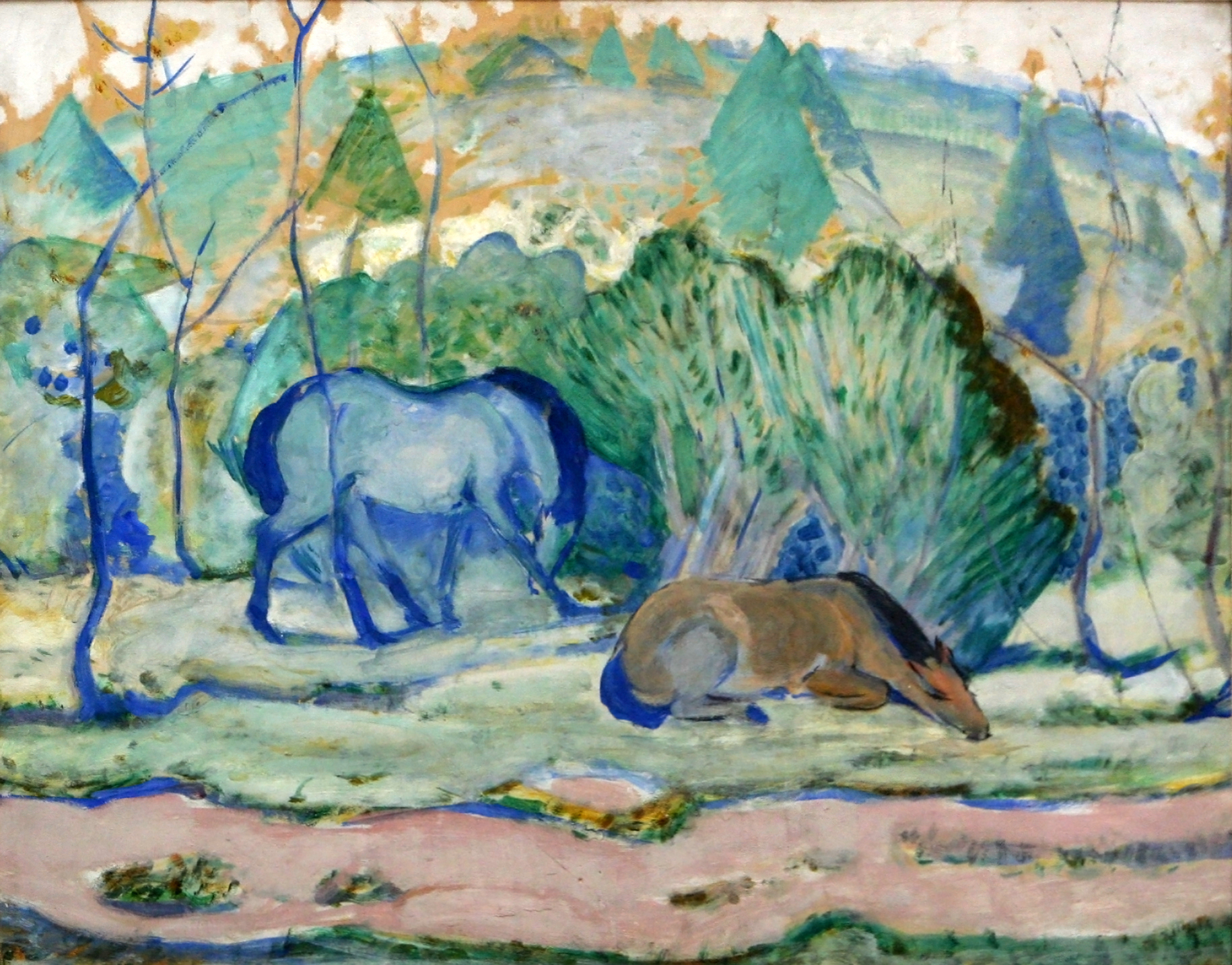
Franz Marc: Pferde auf der Weide

## Wechselausstellungen (Auswahl)
- 2016 – En Plein Air. Ausstellung zur Freilichtmalerei in Zusammenarbeit mit dem Louvre, Paris und weiteren Museen.
- 2017 – Raoul Ubac
- 2017 – Daniel Fourneau
- 2018 – Luis Salazar
- 2018 – Viva Roma. italienische Malerei aus dem Louvre.
- 2019 – Cécile Vandresse
- 2019 – Mady Andrien
- 2019 – Anne-Marie Klenes
- 2020–2021 – Andy Warhol
- 2021 – Maurice Musin
- 2021 – Claude Viallat
- 2021 – Yvon Vandycke
- 2021–2022 – Pierre Devreux
- 2021–2022 – Charles Szymkowicz
- 2022 – Jacques Clauzel
- 2022 – Costa Lefkochir
- 2022–2023 Collectionneuses Rothschild. Kunstwerke der Familie Rothschild in den Sammlungen des Louvre.
- 2023–2024 – Bill Viola
- 2024 – Cécile Miguel